# キャラクタークラス
キャラクタークラス (character class) は、ロールプレイングゲーム（RPG）内で、プレイヤーキャラクターなどの能力と役割分担を表す項目である。単にクラスとも呼ばれ、日本語では職業と意訳されることも多いが、キャラクターの能力的特性を示すものであるため、本来は職業そのものではない。例えば普段は職業として酒場の亭主をやっている「クラス：ファイター」のキャラクターがいてもいいのである。ゲームシステムによっては、ジョブやスタイルといった特有の名称で表すこともある。人間以外のキャラクターが味方として登場するゲームでは種族の名称がクラスの名称になっているキャラクターもいる。このようなキャラクターはクラスの変更が不可能であることが多い。

## 歴史
『ダンジョンズ&ドラゴンズ』によって示された、ファイター（戦士）・マジックユーザー（魔法使い）・クレリック（神官）・シーフ（盗賊）がキャラクタークラスの一つの典型例であり、パーティメンバーの役割分担やキャラ立ての基準として、以後のRPGやゲーム系のファンタジー作品に強い影響を与えている。この基本的な4つのクラスを元に、複数の役割を兼ねるクラス（例えば、『AD&D』でクレリックの魔法を使えていくつかの特殊な力をもつ戦士「パラディン」や、『ウィザードリィ』での戦士＋魔術師で「サムライ」など）、特殊な能力を付与したバリエーションのクラスなどが次第に増加した。
当初、クラスはキャラクター一人につき固定的に一つ定められるものであったが、ある一定の条件下において、複数のクラスの掛け持ち（マルチクラス）や、クラスの変更（デュアルクラス、クラスチェンジ）などが認められるようになり、バリエーションがさらに豊富になった。

## クラス制とスキル制
こうしたキャラクタークラスを採用するロールプレイングゲームのシステムを「クラスシステム」ないしは「クラス制」と呼ぶことがある。
クラス制はテーブルトークRPG、コンピュータRPGともに見られるが、コンピュータRPGでは背景設定を含めた固有名詞付きのキャラクターそのものに焦点があたる作品も多いため、キャラクタークラスがあまり意識されなかったり、自由度がある程度狭められていたりすることもある（クラスが決められたまま変更できなかったり、クラスの選択幅がキャラクターによって決められているなど）。
一方で、『ルーンクエスト』や『ガープス』などのテーブルトークRPGでは、「スキルシステム」「スキル制」と呼ばれる方式を採用している。これは、キャラクターが持つ基本的な能力を数十個のスキル（技能）で表現しようというものである。
例えば、これまでクラス制のシステムでは「ファイター」というクラス一個で表現されていた「剣術に長けていて、身のかわし方が上手い」という特徴は、スキル製のシステムでは例えば「《剣術》と《回避》のスキル値が高いキャラクター」などとして表現される。キャラクターの能力がクラスの枠組みで固定的にセットにされていた時代において、スキル制のシステムでは「《剣術》は得意だが、《槍術》は苦手な戦士」、「《回避》は苦手だが、《受け流し》は得意な戦士」など、様々なバリエーションのキャラクターを比較的高い自由度で作れる場合が多く、リアリティのあるキャラクターの表現方法として注目を集めた。
一方、スキル制にはキャラクター作成に比較的時間がかかる、そのキャラクターの能力的特性を一言で表現するのが難しいといった問題もある。これを克服するために、一定のスキル選択を事前に行ったパッケージをアーキタイプやテンプレートとして例示するシステムも見られたが（このスキルパッケージをサンプルではなく固定化し、クラス制と折衷したものが『ソード・ワールドRPG』の「クラススキル制」である）、これらはクラス制とスキル制の中間的な試みと言える。
一時のスキル制システムの興隆にもかかわらず、今日のテーブルトークRPGでは、直感的で平易という利点を持ったクラス制を採用するゲームが多数を占めている。現在では、数十、数百ものキャラクタークラスが存在するゲームもあり、そのキャラクターバリエーションの表現力は膨大で、プレイヤーの欲求を刺激する。クラスの中でも特殊能力の選択幅を広げることで「様々なファイター」を表現できるようにしたり、クラスに加えて、スキルの取得も行えるようにして、クラス制とスキル制の両方の利点を取り入れているシステムも一般的である。

## 関連書籍
- 安田均/グループSNE 『キャラクター・コレクション ファンタジーRPGの職業・役割』 富士見書房 富士見ドラゴンブック
  - （上） ISBN 4-8291-4246-4
  - （下） ISBN 4-8291-4247-2